# Parlamentswahl in Lesotho 2015

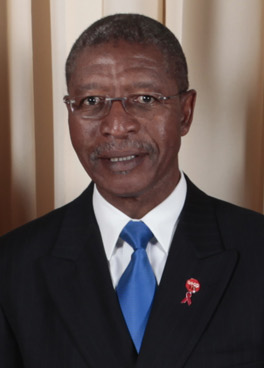
Bethuel Pakalitha Mosisili (DC)

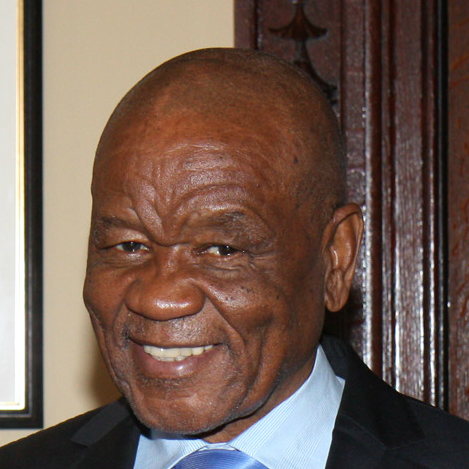
Thomas „Tom“ Thabane (ABC)

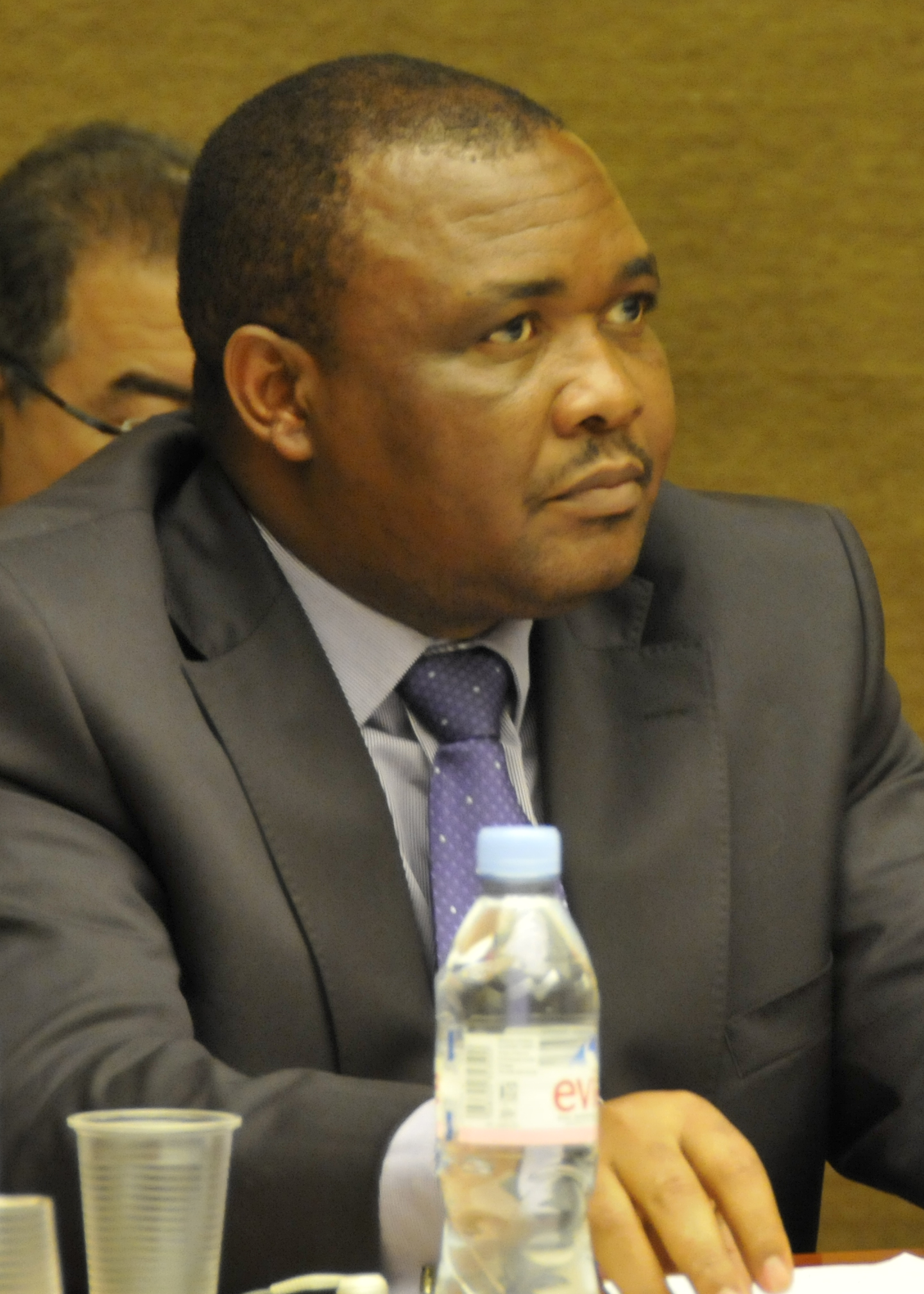
Mothetjoa Metsing (LCD)

Die Parlamentswahl in Lesotho 2015 fand am 28. Februar im Königreich Lesotho statt. Gewählt wurde die Nationalversammlung, die den Premierminister und damit die Regierung wählt.

## Ausgangslage
Seit einer Wahlrechtsänderung 1998 werden 80 Direktmandate nach dem Mehrheitswahlrecht sowie 40 Mandate nach dem Verhältniswahlrecht vergeben. Diese 40 Mandate werden anhand von Parteilisten ermittelt und an die Parteien vergeben, die nach Direktmandaten – auf die Zahl von 120 Abgeordneten berechnet – unterproportional vertreten sind. Jeder Wähler hat eine Stimme, die er nur einer Partei oder einem Unabhängigen geben kann, die in seinem Wahlkreis einen Kandidaten aufgestellt hat bzw. der dort kandidiert.
Bei den Wahlen 2012 gab es erstmals in der Geschichte Lesothos keine Partei mit absoluter Mehrheit. Der Democratic Congress (DC) erhielt 48 der 120 Mandate, die All Basotho Convention (ABC) 30 Sitze, der Lesotho Congress for Democracy (LCD) 26 Mandate. Ferner erhielt die Basotho National Party (BNP) fünf Sitze, die Popular Front for Democracy (PFD) drei Sitze und die National Independent Party (NIP) zwei Sitze; je ein Sitz ging an die Basotho Batho Democratic Party (BBDP), die Basutoland Congress Party (BCP), die Basotho Democratic National Party (BDNP), den Lesotho People’s Congress (LPC), die Lesotho Workers’ Party (LWP) und die Marematlou Freedom Party (MFP).
Die ABC unter Tom Thabane, der LCD unter Mothetjoa Metsing und die BNP unter Thesele ’Maseribane bildeten mit 61 Parlamentariern eine Koalitionsregierung, um den vormals regierenden Democratic Congress unter Pakalitha Mosisili von der Macht fernzuhalten. Premierminister wurde Thabane, sein Stellvertreter Metsing, ’Maseribane wurde Minister für Gleichstellung, Jugend und Sport.
Der LCD war spätestens 2014 mit der Rolle als Juniorpartner der ABC unzufrieden und beklagte das oft eigenmächtige Handeln des Premierministers. Sie führte Verhandlungen mit dem DC über einen Regierungswechsel und drohte ihren Koalitionspartnern mehrfach mit einem Misstrauensvotum, bis Thabane im Juni 2014 das Parlament suspendierte. Als Thabane schließlich den Kommandeur der Lesotho Defence Force (LDF), Kennedy Tlali Kamoli, absetzen wollte, kam es zu einem Putschversuch der Armee gegen Thabane, den BNP-Vorsitzenden ’Maseribane und die Polizei Lesothos, der erst durch Intervention der übrigen Staaten der Southern African Development Corporation (SADC), insbesondere Südafrikas, beendet werden konnte. Thabane musste im Gegenzug einen um über zwei Jahre vorgezogenen Wahltermin akzeptieren. Thabane und mehrere andere Politiker standen fortan unter dem Schutz südafrikanischer und namibischer Polizisten; mehrfach kam es zu Schießereien, die von lesothischen Soldaten ausgingen. In der vom südafrikanischen Vizepräsidenten Cyril Ramaphosa ausgehandelten Maseru Facilitation Declaration verpflichteten sich die Parteivorsitzenden, die Independent Electoral Commission (IEC; deutsch etwa: „Unabhängige Wahlkommission“) zu respektieren und das Wahlergebnis zu akzeptieren.
Mehrere Abgeordnete des LCD, darunter die ehemalige Generalsekretärin Keketso Rantšo und der stellvertretende Vorsitzende Motloheloa Phooko, gründeten im Dezember 2014 den Reformed Congress of Lesotho (RCL).
Anfang 2015 wies der Vorsitzende der IEC, Justice Mahapela Lehohla, darauf hin, dass die Wählerlisten fehlerhaft seien, wichtige Computer der IEC gestohlen worden seien und damit die Durchführung einer gültigen Wahl kaum noch möglich sei. Am 12. Februar 2015 wurden die Listen für die Sitze nach dem Verhältniswahlrecht veröffentlicht.

### Teilnehmende Parteien
Zur Wahl traten 23 Parteien an, darunter diese Parteien, die 2012 bis 2015 über Mandate verfügten:
- DC unter Pakalitha Mosisili
- ABC unter Tom Thabane
- LCD unter Mothetjoa Metsing
- BNP unter Thesele ’Maseribane
- PFD unter Lekhetho Rakuoane
- NIP unter Kimetso Mathaba
- BBDP unter Geremane Ramathebane
- BCP unter Tšoeu Thulo Mahlakeng
- BDNP unter Pelele A. Letsoela
- LPC unter Molahlehi Tiisetso Letlotlo
- LWP unter Macaefa Billy
- MFP unter Vincent Malebo[5]

Ferner traten diese Parteien an, die nicht in der letzten Nationalversammlung vertreten waren:
- African Democratic Congress (ADC)
- Africa Unity Movement (AUM)
- Baena (BAENA)
- Basotho African National Congress (BANC)
- Community Freedom Movement (CFM)
- Hamore Democratic Party (HDP)
- Lekhotla la mekhoa le meetlo (LMM)
- Progressive Democrats (PD)
- Reformed Congress of Lesotho (RCL)
- Tsebe Social Democrats (TSD)
- White Horse Party (WHP)

1116 Kandidaten wurden als Direktkandidaten zur Wahl zugelassen, darunter 337 Frauen und 24 Unabhängige. Die geradzahligen Positionen auf allen Parteilisten waren Frauen vorbehalten. Nur die Liste des Reformed Congress of Lesotho führte Frauen auf den ungeraden Positionen.
1.216.021 Wahlberechtigte wurden vor den Wahlen registriert.

## Ablauf
Zur Wahl standen Kandidaten in den 80 Wahlkreisen sowie Politiker auf Wählerlisten für die übrigen 40 zu vergebenen Sitze. Die Wahl fand am 28. Februar 2015 (Sonnabend) von 7 bis 17 Uhr Ortszeit statt.
400 ausländische Polizisten aus SADC-Ländern überwachten den Wahlablauf. Die einheimischen Soldaten mussten am Wahltag in den Kasernen bleiben.
Der Ablauf der Wahl wurde von der SADC Electoral Observation Mission (SEOM; deutsch etwa: „Wahlbeobachtungsmission der SADC“) beobachtet. Die Delegation wurde von der südafrikanischen Außenministerin Maite Nkoana-Mashabane angeführt. Weitere Beobachtermissionen stellten die Afrikanische Union mit dem Kenianer Raila Odinga an der Spitze, der Commonwealth of Nations unter Leitung von Festus Mogae aus Botswana sowie das Electoral Institute for Sustainable Democracy in Africa.

## Ergebnis

Sitzverteilung nach der Wahl
DC
ABC
LCD
BNP
Sonstige

Die Auszählung der Stimmen wurde am 3. März beendet. Die ABC gewann 40 Direktmandate, überwiegend im Nordwesten und in größeren Städten, der DC gewann seine 37 Mandate im Zentrum, im Süden und Südosten. Am 4. März wurde die Zuteilung nach dem Verhältniswahlrecht veröffentlicht. Da der DC mehr Wähler als die ABC hatte, erhielt der DC dabei mehr Mandate und stellt somit die stärkste Fraktion. Insgesamt zehn Parteien konnten Sitze gewinnen.
563.972 Personen (46,4 % der Wahlberechtigten) nahmen an der Wahl teil. Die Wahlen verliefen nach Angaben der Wahlbeobachter frei und fair.
| Listen                                   | Stimmen   | Stimmen | Mandate         | Mandate         | Mandate        | Mandate |
| Listen                                   | Anzahl    | %       | Direkt- Mandate | Listen- Mandate | Gesamt Mandate | +/-     |
| ---------------------------------------- | --------- | ------- | --------------- | --------------- | -------------- | ------- |
| Democratic Congress (DC)                 | 218.573   | 38,4    | 37              | 10              | 47             | −1      |
| All Basotho Convention (ABC)             | 215.022   | 37,7    | 40              | 6               | 46             | +16     |
| Lesotho Congress for Democracy (LCD)     | 56.467    | 9,9     | 2               | 10              | 12             | −14     |
| Basotho National Party (BNP)             | 31.508    | 5,5     | 1               | 6               | 7              | +2      |
| Popular Front for Democracy (PFD)        | 9.829     | 1,7     | –               | 2               | 2              | −1      |
| Reformed Congress of Lesotho (RCL)       | 6.731     | 1,2     | –               | 2               | 2              | neu     |
| National Independent Party (NIP)         | 5.404     | 0,9     | –               | 1               | 1              | −1      |
| Marematlou Freedom Party (MFP)           | 3.413     | 0,6     | –               | 1               | 1              | ±0      |
| Basutoland Congress Party (BCP)          | 2.721     | 0,5     | –               | 1               | 1              | ±0      |
| Lesotho People’s Congress (LPC)          | 1.951     | 0,3     | –               | 1               | 1              | ±0      |
| Basotho Democratic National Party (BDNP) | 1.901     | 0,3     | –               | –               | –              | −1      |
| All Democratic Cooperation (ADC)         | 1.689     | 0,3     | –               | –               | –              | ±0      |
| Basotho Batho Democratic Party (BBDP)    | 1.285     | 0,2     | –               | –               | –              | −1      |
| Hamore Democratic Party (HDP)            | 1.265     | 0,2     | –               | –               | –              | neu     |
| Baena (BAENA)                            | 1.259     | 0,2     | –               | –               | –              | neu     |
| Lekhotla la mekhoa le meetlo (LMM)       | 1.008     | 0,2     | –               | –               | –              | ±0      |
| Community Freedom Movement (CFM)         | 941       | 0,2     | –               | –               | –              | neu     |
| Progressive Democrats (PD)               | 751       | 0,1     | –               | –               | –              | neu     |
| Basotho African National Congress (BANC) | 582       | 0,1     | –               | –               | –              | neu     |
| Lesotho Workers’ Party (LWP)             | 577       | 0,1     | –               | –               | –              | −1      |
| Tsebe Social Democrats (TSD)             | 531       | 0,1     | –               | –               | –              | neu     |
| Africa Unity Movement (AUM)              | 390       | 0,1     | –               | –               | –              | ±0      |
| White Horse Party (WHP)                  | 174       | 0,0     | –               | –               | –              | ±0      |
| Unabhängige                              | 5.651     | 1,0     | –               | –               | –              | ±0      |
| Gesamt                                   | 569.623   | 100     | 80              | 40              | 120            | –       |
|                                          |           |         |                 |                 |                |         |
| Ungültige Stimmen                        | 7.754     | 1,3     |                 |                 |                |         |
| Wähler                                   | 577.377   | 47,7    |                 |                 |                |         |
| Wahlberechtigte                          | 1.209.192 |         |                 |                 |                |         |
|                                          |           |         |                 |                 |                |         |
| Quelle: Independent Electoral Commission |           |         |                 |                 |                |         |

## Folgen
Am 5. März beschlossen die Vorsitzenden von DC, LCD, PFD, MFP, NIP, BCP und LPC, eine Koalition zu bilden und den Vorsitzenden des DC, Mosisili, zum Premierminister zu wählen. Mosisili hatte bereits von 1998 bis 2012 regiert.
Am 30. März wurde das Kabinett Mosisili IV vereidigt.
Im Mai 2015 flohen die Vorsitzenden der drei Oppositionsparteien (ABC, BNP und RCL) nach Südafrika, weil sie fürchteten, von der LDF verfolgt und getötet zu werden. So wurde der frühere Militärkommandeur Maaparankoe Mahao, den Thabane ernannt hatte, im Juni 2015 ermordet. Seit dem 23. Juni 2015 boykottieren die Parlamentarier der Oppositionsparteien die Sitzungen des Parlaments.
Im November 2016 zerbrach die DC-Fraktion; mehrere Minister des DC, darunter Monyane Moleleki, verließen das Kabinett. Moleleki und Thabane kündigten am 24. November die Bildung einer „Einheitsregierung“ mit Moleleki als Premierminister und Thabane als Stellvertreter einschließlich der drei bisherigen Oppositionsparteien an. Die National Assembly wurde jedoch vom Parlamentspräsidenten „auf unbestimmte Zeit“ geschlossen, so dass keine Abstimmung stattfinden kann. Anfang Dezember 2016 gründete Moleleki die Alliance of Democrats, um bei Wiedereröffnung des Parlaments auf die Oppositionsseite zu wechseln. Am 12. Februar 2017 kehrten die drei geflüchteten Oppositionsführer aus ihrem Exil zurück. Am 1. März 2017 verlor Mosisilis Regierung ein Misstrauensvotum. Am 7. März 2017 akzeptierte König Letsie III. Neuwahlen innerhalb von drei Monaten.